# 顓愚和尚全身法塔
29°05′40″N 115°34′38″E / 29.09444°N 115.57722°E
顓愚和尚全身法塔為明末清初臨濟宗高僧顓愚觀衡和尚（1579-1646）的祖師塔。顓愚和尚明崇禎年間應請住持雲居山真如禪寺，中興古道場。圓寂後，其靈骸由弟子迎龕塔葬雲居山，以彰道化，塔名為｢顓愚觀衡和尚全身法塔」。

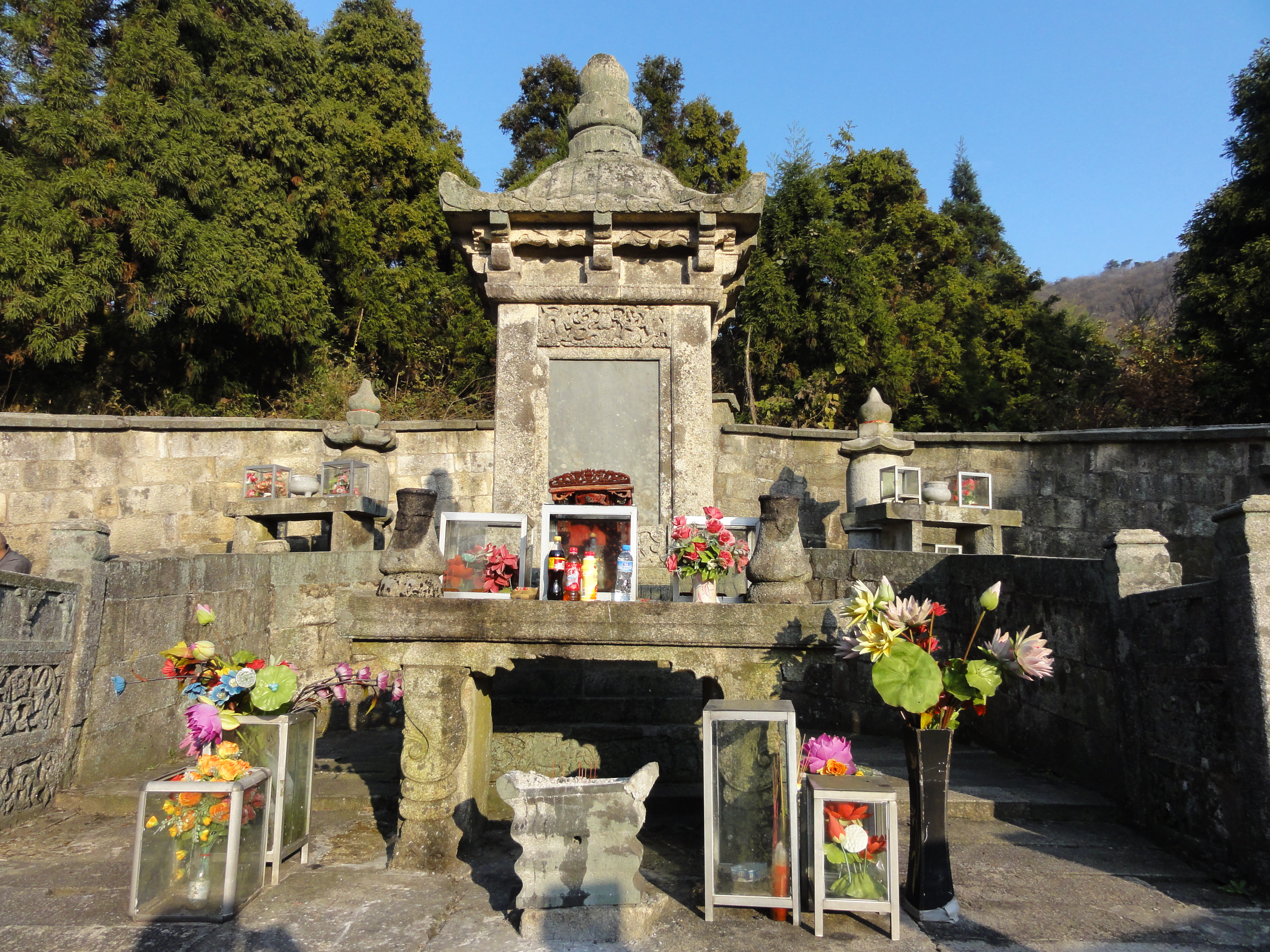
塔位於雲居山仰天塘東北側約350米處，象王峰南麓山坳中。

## 座落位置
座落於雲居山仰天塘東北側約350米處，即象王峰南麓山坳之中。距真如禪寺約7公里。

## 塔座方位
- 座向：座西朝東。
- 高度：516.6公尺
- 緯度：29.094444
- 經度：115.577222

## 建造年代
- 始建年代：依據塔銘記載，原迎靈龕歸雲居建塔於東靜室，後於清世祖順治18年（1661）眾弟子共議徙塔於常住之東向，於此雲居山之仰天坪上而重建此全身法塔。[3]
- 修復年代：文革中法塔遭毀損，而於1985年由真如禪寺常住加以修葺恢復。

## 碑石鐫字
1. 主體石碑正面上鐫有楷體豎列文字｢雲居中興顓愚衡和尚全身法塔」字樣
2. 北側石碑鐫有三組楷體文字之塔銘，其一，有明進士兵科給事中熊德陽所撰《雲居中興顓愚衡和尚塔銘》；其二，為曹洞正宗第三十三世金陵棲霞寺道盛 [4]和尚撰《雲居中興顓愚和尚塔銘》；其三，為明進舉撰《重遷顓愚和大師塔銘》。
3. 現見於石碑所刻文字，明進士熊文舉所撰之塔銘曰：「我聞師拈，臣奉於君，子順於父，不順非孝，不奉非輔，是曹洞宗，非臨濟句，正令全提，痛棒打出，是則綱常，煌如鐘鼓，大哉我師，德隆化溥，性相兼融，宗教並主，流水高山，牙絃獨撫，賞音者誰，衡陽五乳，我儀師慈，明月寶璐，我聞師言，彌天法雨，眾生皆病，義不獨瘉，是擔板漢，敢辭傴僂，威赫香光，孰龍孰虎，樺皮破帽，憑誰收取，雲居春好，百花無數，安樂橋邊，溪聲未腐，寶慶不歸，螺江寇阻，石城茫茫，何殊東度，臨寂翛然，是日正午，振威一喝，萬流截住，咸炬雖炎，何傷玉宇，美哉斯遷，金堂瓊柱，浩劫濟風，作鎮萬古。」[5]

## 建造藝術
- 建石結構：花崗岩
- 雕刻藝術：詳見《雲居山新志》，第三章全山塔墓，頁20-21。

## 引用資料
1. ↑  〈觀衡禪師〉，頁104-105，第四編人物志，第二章人物志，《雲居山新志》。
2. ↑  〈顓愚和尚全身法塔〉，頁20-21，第一編總論，第三章全身塔墓，《雲居山新志》。
3. ↑  引用自CBETA, J28, no. B219, p. 773c3-11。
4. ↑  棲霞道盛，見X86n1600_p0304a15(19)：.   [2011-03-08]. （原始内容存档于2010-06-21）.
5. ↑  《紫竹林顓愚衡和尚語錄》，卷20，CBETA, J28, no. B219, p774b8-18。

## 外部連結
1. 中國佛寺志《雲居山志》https://web.archive.org/web/20120314225228/http://buddhistinformatics.ddbc.edu.tw/fosizhi/ui.html?book=g074
2. 地名規範資料庫：https://web.archive.org/web/20120618031039/http://dev.ddbc.edu.tw/authority/place/index.php 〈顓愚和尚全身法塔〉，ID No ：CN0360425T02AC

- 雲居山佛教：http://www.yjsfj.com/ （页面存档备份，存于） 2011.3.29
- 雲居山塔院巡禮：https://web.archive.org/web/20150128112821/http://dev.ddbc.edu.tw/yunjushan/ 2011.3.29